# Білл Расселл

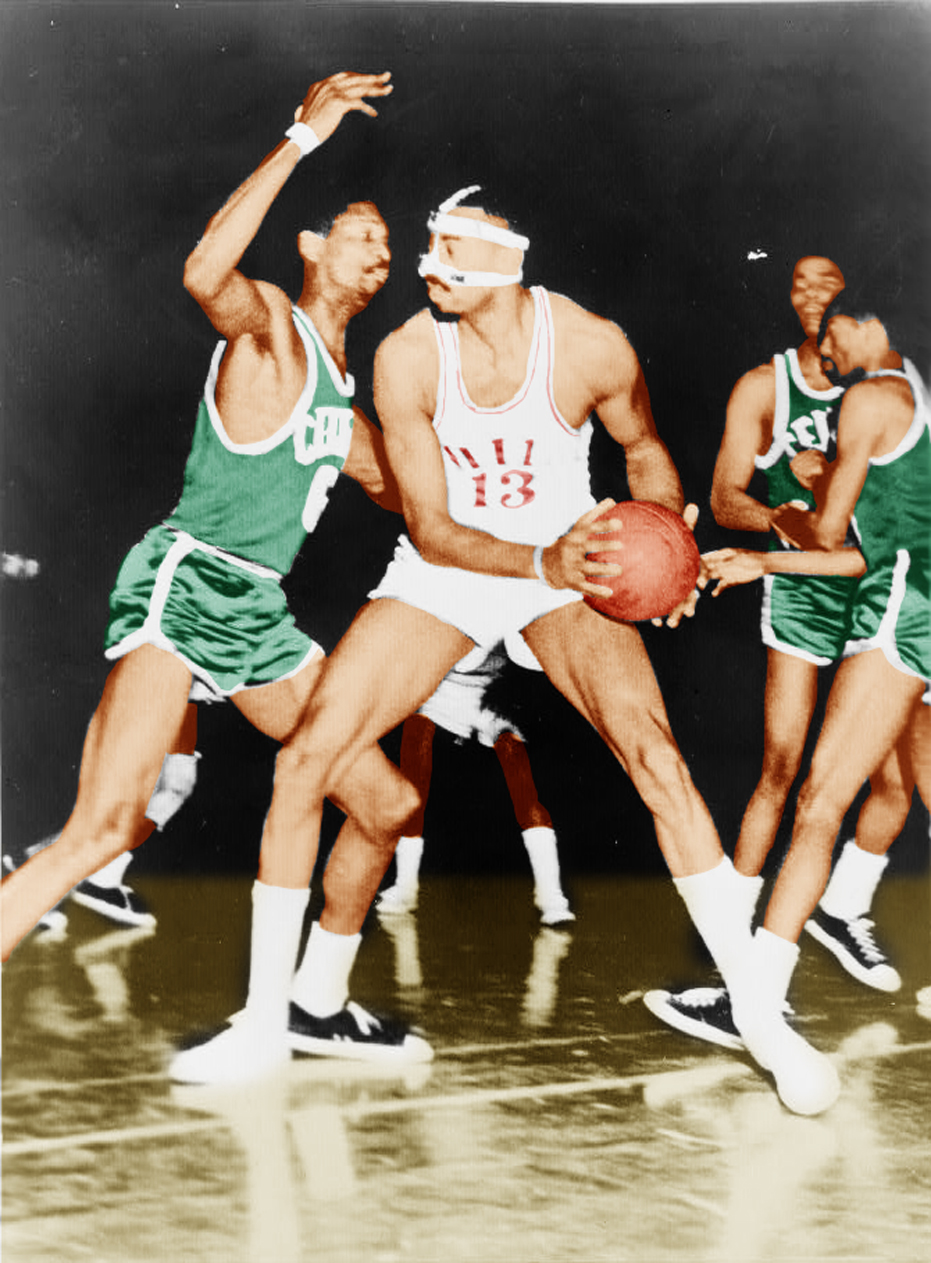
Білл Расселл (ліворуч) проти Вілта Чемберлена, 1966

Вільям Фелтон «Білл» Расселл (англ. William Felton "Bill" Russell; 12 лютого 1934 — 31 липня 2022) — американський професійний баскетболіст (грав на позиції центрового), один з найкращих гравців в історії НБА.

## Коротка біографія
Вільям Фелтон Рассел народився 12 лютого 1934 року у містечку Вест-Монро,штат Луїзіана (США). Спочатку навчався в Окленді, де грав за місцеву баскетбольну команду. Згодом проявив себе в NCAA, граючи за команду університету Сан-Франциско. 1955 року він був визнаний найкращим гравцем NCAA і вже через рік був задрафтований командою НБА St. Louis Hawks. Цього ж 1956 року він перейшов до команди Бостон Селтікс з якою і здобув всесвітню славу.
Вже першого сезону (1956-57) Рассел привів команду до першого в її історії чемпіонства. Наступного сезону він отримав свою першу нагороду найціннішого гравця НБА (MVP). У сезоні 1958-59 Селтікс на чолі з Раселлом знову стають чемпіонами НБА. Їх чемпіонська серія тривала вісім сезонів поспіль (1958-66), що досі є рекордом НБА. Загалом Рассел разом із Селтікс ставав чемпіоном НБА 11(!) разів, що є абсолютним рекордом серед гравців НБА. Наприкінці своєї кар'єри Рассел виступав уже як граючий тренер, що не завадило йому виграти його останні 2 чемпіонські персні (сезони 1967-68 та 1968-69). Після завершення кар'єри гравця НБА, Рассел був тренером команди Seattle SuperSonics (1973-77) та Сакраменто Кінгс (1987-88). Але гравець з нього був набагато кращий, ніж тренер. І в першу чергу, саме як прекрасний гравець він назавжди увійшов в історію баскетболу.

## Нагороди та досягнення
- чемпіон Олімпійських ігор 1956 року у складі збірної США
- чемпіон NCAA (1955-56)
- чемпіон НБА (1956-57,1959-66,1967-69)
- найцінніший гравець НБА (NBA MVP) — 1958, 1961,1962,1963,1965
- 12-разовий учасник Матчу всіх зірок НБА (1958-69)
- найцінніший гравець Матчу всіх зірок НБА (1963)
- включений до Залу слави НБА (Naismith Basketball Basketball Hall of Fame) — 1975
- один з 50 найкращих гравців за всю історію НБА (1996)